# 井上大助
井上 大助（いのうえ だいすけ、1952年（昭和27年） - ）は、日本の漫画家。福岡県出身。学習漫画（集英社・歴史系）などの執筆活動で知られる。手塚治虫のアシスタントを務めたのち、1974年に独立。
代表作は『学習まんが 人間のからだシリーズ』。現在は、いのうえだいすけ名義にて『ウルフボイ』を『リトルマガジン天理少年』で連載中。

## 作品リスト

### 漫画
- 学習まんが 人間のからだシリーズ（小学館、全8巻）
- はじけて!ザック（コミックボンボン、全4巻）
- POP'n蘭丸
- 学校の怪談（コミックボンボン）
- トワイライトスクール ボクたちの怪談（デラックスボンボン）
- ロックマンワールド4（コミックボンボン1994年夏休み増刊号）
- ワイルドウェイ（原作：史村翔、全6巻）
- 超弩級空母大和（原作：奥田誠治・三木原慧一、全8巻）
- まんが 高崎の歴史（監修：石ノ森章太郎、全1巻）
- 機動戦士ガンダムF91
- 宇宙の騎士テッカマンブレード（デラックスボンボン）
- 鳥人戦隊ジェットマン（テレビランド）
- その時歴史が動いた
- 21世紀への伝言：君のまちにも戦争があった（旧保谷市（現：西東京市）発行の反戦・戦争がテーマの漫画）。
- コミック版：実録!闇の支配者 黒幕：作画 （大下英治：原作のドキュメンタリー小説、コミック版、大和書房発行）
- ときめきインスタントラーメン―恋はすばやく3分間! (旺文社)
- 漫画　世界の歴史2アレクサンドロス大王とカエサル＜古代ギリシアとローマ帝国＞（集英社）
- 漫画　世界の歴史14ワシントンとリンカン＜アメリカ合衆国の独立と発展＞（集英社）
- 悪魔の墓標（高橋書店、全1巻）※いのうえだいすけ名義
- ちかいのミルクパワー（雪印乳業）
- 漫画　中国の歴史7 明時代 ＜明帝国と東アジア＞（集英社）
- 漫画　中国の歴史8 清時代 ＜清帝国とアヘン戦争＞（集英社）
- 漫画　中国の歴史9 近代中国 ＜革命と戦争のあらし＞ （集英社）

### イラスト
- 週刊そーなんだ!